# Mikó Mihály

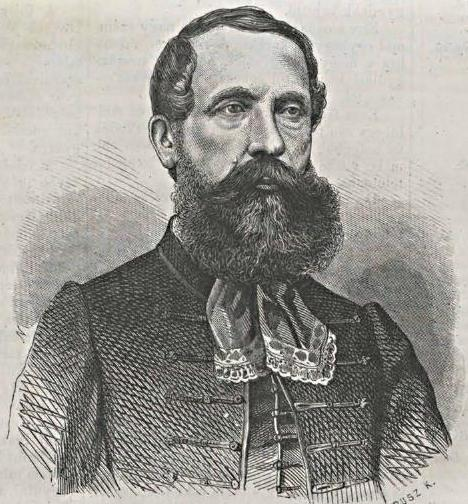
Mikó Mihály portréja a Vasárnapi Ujságban

Oroszfáji Mikó Mihály (Gyergyóalfalu, 1817. szeptember 29. – Csíksomlyó, 1881. február 25.) országgyűlési képviselő és kormánybiztos 1848-49-ben.

## Élete
Tanulmányait Gyergyószentmiklóson kezdte, Csiksomlyón folytatta és a kolozsvári királyi lyceumban 1837-ben végezte. 1839-ben Marosvásárhelyen letette az ügyvédi vizsgát és Csíkszék jegyzőjévé választották. Ekkor a megyei küzdtérre lépett, ahol az ellenzék sorain foglalt helyet és csakhamar a legnépszerűbb vezető férfi lett, akit a nép bizalma 1841-ben a kolozsvári országgyűlésre követül választott, ahol különösen feltűnt a székely nemzet sérelmeinek orvoslására tett indítványával. Már 1840-ban Csíkszék gyergyói alkirálybírója lett. 1846–1848-ban szintén követ volt az erdélyi országgyűlésen.
1848-ban az Unio részleteit kidolgozó országos bizottság tagja volt. Az 1848. pesti országgyűlés pedig szeptember 27-én Csíkszék kormánybiztosává nevezte ki. A világosi fegyverletétel után ő is lappangott egy ideig, de elfogták és 1852. május 5-én Pesten elítélték; négy évi fogságot töltött Josefstadtban.
1856. május 4-én kiszabadulván, megnősült és otthon gazdálkodott. 1861-ben ő is, mint más hazafiak ismét a közügyek terére lépett és elfoglalta a csíkszéki első királybírói helyet, melyről a provisorium bekövetkeztével lemondott. 1863-ban a ditrói kerület választotta meg képviselővé, el is ment Nagyszebenbe, de csak azért, hogy a gyűlésbe lépést ellenezze s az ily értelemben szerkesztett emlékiratot aláírja. Az 1865. kolozsvári országgyűlésre ismét csíkszéki követül választatott, 1866-ban pedig képviselőnek küldték Pestre. Később Csík megyei főispánnak nevezték ki.